# エディ・グスタフソン
ドウグラス・エドワード・"エディ"・アレクサンダー・グスタフソン・マッキントシュ（Douglas Edward Alexander "Eddie" Gustafsson McIntosh、1977年1月31日 -）は、アメリカ合衆国・フィラデルフィア出身のスウェーデン人元サッカー選手。現役時代のポジションはGK。元スウェーデン代表。

## 経歴

### クラブ
1993年にIFKストックホルムでキャリアをスタートさせ、母国スウェーデンやノルウェーのクラブを経て2009年1月にオーストリアのレッドブル・ザルツブルクへ移籍した。
ザルツブルクでは、レギュラーとして活躍した2009-10シーズンを除いて基本的に控えGKという立場だったが、4度のオーストリア・ブンデスリーガ、2度のオーストリア・カップ優勝を経験した。
2014年5月4日、SVリートとのリーグ戦にて78分までプレーし、グラーチ・ペーテルと途中交代でベンチに下がり、現役ラストマッチを終えた。

### 代表
1994年からスウェーデンの世代別代表に招集され始め、U-21スウェーデン代表の一員として出場したUEFA U-21欧州選手権1998ではベスト8進出に貢献した。
A代表デビューは2000年1月31日のデンマーク代表との親善試合であり、1-0での無失点勝利を経験した。その後、2010年まで散発的に出場機会を得ていてが、メジャー大会出場は味わえなかった。